# ドリス・ビュレ
ドリス・ビュレ（独:  Doris Bures, 1962年8月3日 - ）は、オーストリアの政治家。社会民主党所属で2014年から2017年は国民議会議長として、2017年から2024年まで国民議会第2議長、2024年から国民議会第3議長を歴任。2008年から2014年まで、気候保護・環境・エネルギー・モビリティ・イノベーション・技術担当相に任ぜられる。

## 来歴
ウィーン出身。公共住宅で育ったが、職人であった父はビュレが6歳の時に家出。生活苦となったため、15歳の時には自分で家事を賄い、専門学校在学中に歯科医院の助手となった。
国際社会主義青年同盟の直属秘書となり、1985年から1986年まで失業した若者への政策に改善策を提示している。1987年から1990年にウィーン・リーシング地区議会議員として当選したことをきっかけに政界進出を果たす。1990年11月5日から2007年1月15日まで、2008年7月3日から2008年12月2日まで、オーストリア国民議会議員に選出されている。
2007年1月11日から2007年2月28日まで、アルフレート・グーゼンバウアー内閣で無任所大臣を務め、のちに女性問題・公共担当大臣となる。気候保護・環境・エネルギー・モビリティ・イノベーション・技術担当相も務め上げた。2014年9月、国民議会議長に就任。
2017年7月8日、現職のハインツ・フィッシャー大統領が任期満了で退任すると、オーストリア自由党で国民議会第3議長のノルベルト・ホーファー、オーストリア国民党で国民議会第2議長のカールハインツ・コプフ、そして議長のビュレの3人により、選挙が執行するまでの大統領職の共同代行を行った。共同代行を行ったノルベルト・ホーファーが同年の大統領選挙に出馬したが、アレクサンダー・ファン・デア・ベレンに敗れている。
ビュレは2018年から欧州評議会（PACE）のオーストリア代表団員であり、政治問題・民主主義委員会メンバーとなっている。
2018年3月、オーストリア憲法裁判所は運輸大臣としてのビュレの雇用決定が性差別であると判断を下す。ビュレは、後に差別訴訟を起こした男性の代わりに、省庁長官の仕事に適した女性候補者を推薦。その男は州から39万ドルの補償金が支払われた。

## 私生活
ウォルフガング・ヤンスキーと交際関係を築き、一女を儲けた。しかし、2008年に破局。